# Phola Gangchen
El Phola Gangchen o Molamenqing (en xinès: 摩拉门青, en pinyin Mólāménqīng) és una muntanya que forma part de la Jugal Himal, una secció de l'Himàlaia, al Tibet, en la què també hi ha el Shisha Pangma, la 14a muntanya més alta de la Terra. El cim s'eleva fins als 7.661 m, però en tenir una prominència de tan sols 430 metres sobre el Shisha Pangma fa que no sempre sigui tingut en compte com a cim independent i es consideri un cim secundari.
El Molamenqing va gaudir d'una certa fama a començaments de la dècada de 1980, moment en què fou considerat un dels cims més alts sense haver estat escalat mai, tenint en compte una prominència inferior als 500 metres. Una expedició de Nova Zelanda va sol·licitar permís a les autoritats xineses per escalar el cim, i es va convertir en una de les primeres expedicions occidentals a les quals se'ls va permetre escalar al Tibet des d'abans de la Segona Guerra Mundial. La cordada liderada per B. Farmer, R. Price aconseguiren fer el cim en el que ha estat l'única ascensió documentada. Van iniciar l'ascensió per la cara est del cim, però bàsicament la ruta es realitzava a través de la cara nord del Shisha Pangma i es van acostar al cim des de l'oest.